# Pallavolo ai XVI Giochi dei piccoli stati d'Europa - Convocazioni al torneo femminile
Elenco delle giocatrici convocate per i XVI Giochi dei piccoli stati d'Europa.

## Islanda
| N° | Nome                  | Ruolo | Data di nascita   | Squadra             |
| -- | --------------------- | ----- | ----------------- | ------------------- |
| -  | Daniele Capriotti     | All   | -                 | -                   |
| 1  | Nataliya Gozmina      | -     | 19 maggio 1974    | -                   |
| 2  | Guðlaug Vigfúsdóttir  | S     | 8 aprile 1989     | Örebro              |
| 3  | Hjördís Eiríksdóttir  | S/O   | 28 settembre 1992 | Winthrop            |
| 4  | Fjóla Svavarsdóttir   | -     | 21 febbraio 1989  | Manitoba            |
| 5  | Miglena Apostolova    | -     | 25 agosto 1969    | -                   |
| 6  | Karen Gunnardóttir    | -     | 9 settembre 1980  | -                   |
| 8  | Birta Björnsdóttir    | P     | 22 novembre 1990  | Northwood           |
| 9  | Laufey Sigmundsdóttir | -     | 23 maggio 1983    | -                   |
| 10 | Fríða Sigurðardóttir  | C     | 20 aprile 1980    | HK Kópavogur        |
| 12 | Kristina Apostolova   | L     | 3 febbraio 1994   | Afturelding         |
| 14 | Erla Eiríksdóttir     | C     | 7 febbraio 1990   | Þróttur Neskaupstað |
| 15 | Thelma Grétarsdóttir  | -     | 1º ottobre 1997   | -                   |

## Liechtenstein
| N° | Nome                  | Ruolo | Data di nascita   | Squadra              |
| -- | --------------------- | ----- | ----------------- | -------------------- |
| -  | Marc Demmer           | All   | 6 giugno 1974     | -                    |
| 1  | Carmen Oehri          | C     | 8 novembre 1997   | -                    |
| 2  | Ramona Kaiser         | S/O   | 21 febbraio 1990  | Volley Mauren-Eschen |
| 3  | Barbara Marxer        | C     | 29 settembre 1984 | VBC Galina Vaduz     |
| 4  | Bianca Van der Helm   | S/O   | 16 marzo 1985     | VBC Galina Vaduz     |
| 5  | Monica Marxer         | P     | 27 dicembre 1986  | Volley Mauren-Eschen |
| 6  | Christina Boss        | C     | 25 febbraio 2000  | -                    |
| 9  | Pia Nora Frommelt     | C     | 16 aprile 1999    | -                    |
| 10 | Sandra Kaiser         | L     | 19 febbraio 1986  | STV St. Gallen VB    |
| 13 | Alejandra Maldonado   | S     | 2 luglio 1992     | Köniz                |
| 15 | Alissa Ender          | C     | 9 marzo 1995      | Tirol                |
| 16 | Corina Milena Schmuck | S     | 10 aprile 1994    | Köniz                |
| 18 | Ivona Miličević       | S/O   | 19 febbraio 1997  | -                    |

## Lussemburgo
| N° | Nome             | Ruolo | Data di nascita   | Squadra    |
| -- | ---------------- | ----- | ----------------- | ---------- |
| -  | Detlev Schönberg | All   | -                 | -          |
| 1  | Jil Bosquée      | S     | 28 febbraio 1997  | -          |
| 4  | Cindy Schneider  | C     | 8 ottobre 1997    | GYM        |
| 5  | Nathalie Braas   | S     | 18 marzo 1994     | RSR Walfer |
| 6  | Isabelle Frisch  | S     | 16 dicembre 1987  | Mamer      |
| 7  | Annalena Mach    | S/O   | 1º giugno 1995    | -          |
| 8  | Lara Ernster     | C     | 14 febbraio 1990  | RSR Walfer |
| 9  | Nora Kalich      | C     | 21 giugno 1986    | RSR Walfer |
| 11 | Lili Wagner      | P     | 6 febbraio 1997   | RSR Walfer |
| 14 | Maryse Welsch    | L     | 3 febbraio 1991   | RSR Walfer |
| 16 | Michèle Breuer   | P     | 24 marzo 1993     | RSR Walfer |
| 17 | Dajana Völz      | S     | 1º settembre 1983 | GYM        |
| 20 | Liz Beffort      | S     | 21 giugno 1999    | -          |

## Montenegro
| N° | Nome                | Ruolo | Data di nascita   | Squadra          |
| -- | ------------------- | ----- | ----------------- | ---------------- |
| -  | Vladimir Milačić    | All   | -                 | -                |
| 1  | Tatjana Bokan       | S     | 9 aprile 1988     | ASPTT Mulhouse   |
| 2  | Ana Otašević        | C     | 4 maggio 1987     | Spišská Nová Ves |
| 3  | Nikoleta Perović    | O     | 1º novembre 1994  | Stod             |
| 4  | Jelena Cvijović     | S     | 30 settembre 1992 | Dinamo Pančevo   |
| 8  | Ivona Vojvodić      | P     | 24 marzo 1997     | Luka Bar         |
| 9  | Melisa Cenović      | L     | 24 agosto 1998    | Luka Bar         |
| 10 | Elza Hadžisalihović | S/O   | 23 settembre 1991 | Luka Bar         |
| 11 | Danijela Džaković   | S     | 4 maggio 1994     | Jedinstvo Užice  |
| 13 | Dragana Peruničić   | S     | 19 novembre 1992  | Luka Bar         |
| 14 | Marija Milović      | C     | 16 luglio 1989    | Luka Bar         |
| 15 | Marija Bojović      | P     | 19 febbraio 1991  | Luka Bar         |
| 17 | Marija Sandić       | C     | 9 maggio 1983     | -                |

## San Marino
| N° | Nome                | Ruolo | Data di nascita  | Squadra       |
| -- | ------------------- | ----- | ---------------- | ------------- |
| -  | Luigi Morolli       | All   | -                | -             |
| 2  | Samanta Giardi      | S     | 9 gennaio 1977   | Stella Rimini |
| 3  | Veronica Barducci   | S     | 14 luglio 1983   | Beach & Park  |
| 4  | Cristina Bacciocchi | S     | 4 agosto 1987    | Stella Rimini |
| 5  | Elisa Ridolfi       | S     | 5 marzo 1996     | Beach & Park  |
| 6  | Giulia Muccioli     | C     | 28 marzo 1988    | -             |
| 7  | Elisa Parenti       | S/O   | 21 aprile 1979   | Beach & Park  |
| 9  | Chiara Parenti      | S     | 19 dicembre 1991 | Beach & Park  |
| 10 | Elisa Vanucci       | C     | 31 agosto 1988   | Beach & Park  |
| 12 | Valeria Benvenuti   | P     | 15 ottobre 1998  | Beach & Park  |
| 13 | Rachele Štimac      | C     | 14 aprile 1992   | Beach & Park  |
| 16 | Allegra Piscaglia   | P     | 10 luglio 1997   | Valmar Volley |
| 18 | Anita Magalotti     | S     | 1º febbraio 1996 | Beach & Park  |